# Dicranomyia persordida
Dicranomyia persordida är en tvåvingeart som beskrevs av Evgenyi Nikolayevich Savchenko 1976. Dicranomyia persordida ingår i släktet Dicranomyia och familjen småharkrankar. Inga underarter finns listade i Catalogue of Life.